# 前田陽一
前田 陽一（まえだ よういち、1911年（明治44年）11月3日 - 1987年（昭和62年）11月22日）は、日本のフランス文学者、比較文学・哲学研究者。父はGHQによる占領期に、文部大臣を務めた教育家の前田多門。妹は精神科医・翻訳家で、ハンセン病救済活動で著名な神谷美恵子。群馬県出身。

## 来歴・人物
成城高校（旧制）、1934年東京帝国大学仏文科卒。同年フランス政府招聘留学生として留学。
パリ大学在学中は、外務省の河相達夫の推薦により外交官補となり、ドイツ占領下のパリ大使館で副領事を務めるが、ノルマンディー上陸作戦後、ドイツへ逃れ、1945年、米軍に拘束され、アメリカで終戦を迎える。
この逃避行は、ヴァイオリニストの諏訪根自子、ドイツ外交官補の大賀小四郎が一緒だった。帰国後前田は、外交官試験を通っていなくても外交官として遇するという河相の言葉が文書化されていないことを知り、研究専攻に戻り、一高教授を経て1949年東大教養学部助教授、1951年 - 1972年教授、教養学科長等を歴任した。大江健三郎の東大時代の恩師にあたり、不破哲三のフランス語の師匠でもあった。 
ブレーズ・パスカル研究の世界的権威。手稿解読にあたって「複読法」を開発、フランス本国にも大きな影響を与えた。1972年 - 1973年ソルボンヌ大学客員教授。1980年に名誉博士号を授与されている。
『パスカル「パンセ」註解』にて日本学士院賞受賞。フランス政府から1954年教育功労章、1966年レジオン・ドヌール勲章シュヴァリエ、1987年、パスカルとデカルトに関するフランス語・日本語の著書・論文に対してアカデミー・フランセーズのフランス語圏大賞。
皇太子時代の明仁上皇のフランス語教育にも関わった。実妹の神谷美恵子は皇太子妃（現在の上皇后美智子）の相談者だったので、時期は異なるが（昭和期に）兄妹で平成期の天皇・皇后の補佐役を務めたことになる。
また、上述のように不破哲三にフランス語を教えたこともあり、共産党のプリンスと本物のプリンスの二人を教えたことを生前自慢していたという。

## 著書
- 『モンテーニュとパスカルとの基督教弁証論』 創元社, 1949年
  - 『モンテーニュとパスカルとのキリスト教弁証論』 東京創元社, 1989年 - 新版
- 『西欧に学んで』 要書房, 1953年
- 『NHKフランス語入門』 日本放送出版協会, 1954年
- 『新フランス語入門』丸山熊雄と共著、岩波書店, 1957年、新版1982年
- 『アメリカ大学巡り』 大修館書店, 1961年
- 『パスカル 「考える葦」の意味するもの』 中公新書, 1968年
- 『パスカル 『パンセ』注解』 岩波書店（全3巻）, 1980・1985・1988年[4]
- 『前田陽一　その人その文』 同刊行委員会編、東京大学出版会, 1989年 - 遺文と追悼文集

### 訳書
- パスカル『エピクテートスとモンテーニュとに関するパスカルとサシとの対話』 創元社, 1948年
  - 『パスカル全集 第1巻 小品集』 由木らと共訳、人文書院 全3巻、1959年 ほか
- 「パンセ」、「小品集」、由木康共訳 - 『世界の名著24 パスカル』 中央公論社, 1966年、新版・中公バックス、1978年 
  - 『パンセ』 中公文庫, 1973年、改版2018年
  - 『パンセ』 中公クラシックス〈I・II〉, 2001年。新版解説（I:塩川徹也）